# Pantikapaion

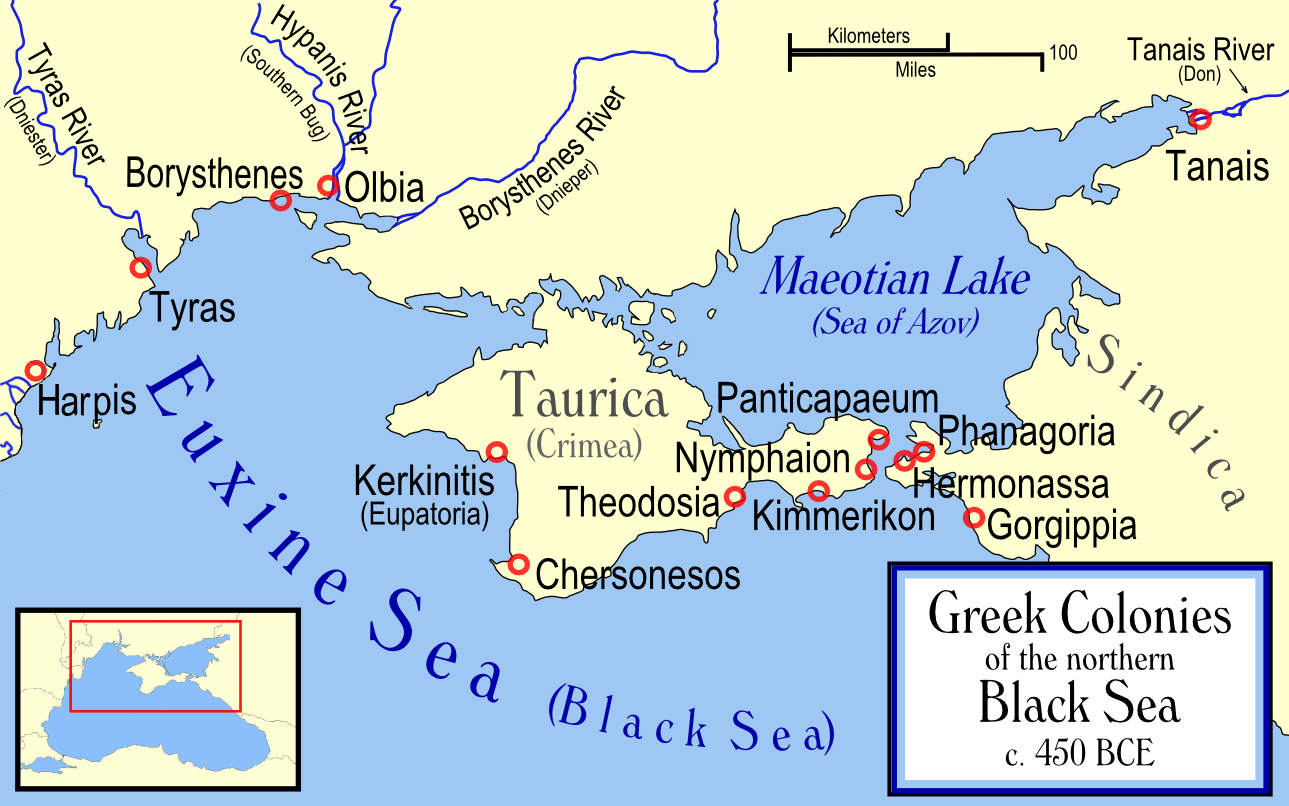
Engelskspråkig karta över norra Svarta havet, visande Pantikapaion och andra antika grekiska kolonier i området.

Pantikapaion (klassisk grekiska: Παντικάπαιον; latin: Panticapaeum) var en viktig grekisk hamnstad under antiken, belägen på en kulle ("Mithridates' berg") vid Kertjsundets västra strand på Kertjhalvöns östpunkt på sydöstra Krim, motsvarande den nutida staden Kertj.  

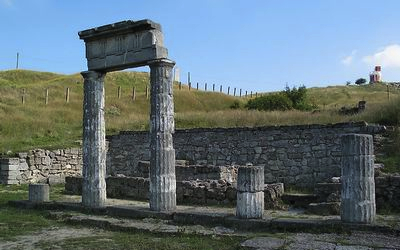
Ruinerna efter Pantikapaion i Kertj.

Den grundades av milesier (joner) på 700-talet f.Kr. Under 400-talet f.Kr. blev staden residens åt archaianaktiderna och senare åt spartokiderna. Pantikapaion blev den viktigaste staden i det bosporanska riket (som fått sitt namn efter Kertjsundet, som då kallades Kimmeriska bosporen) med stor betydelse som hamn- och handelsstad. Pantikapaion gav namn åt den sista attiska konststilen (370–320 f.Kr.). 
Staden ekonomiska förfall under 300- och 200-talen f.Kr. var ett resultat av sarmaternas erövring av stäpperna norr om Krim och den ökande konkurrensen från egyptiskt spannmål. Den siste spartokiden tillike kungen av det bosporanska riket, Paerisades V, satte sig år 114 f.Kr. i protektoratställning under kung Mithridates VI Eupator av Pontos på grund av trycket från skyterna. Kung Paerisades mördades emellertid av skyterna; Mithridates' general Diofantos kunde senare underkasta sig Krim. Sedan kung Mithridates besegrats av romarna och Pantikapaions invånare vänt sig emot honom tog han sitt liv i staden år 63 f.Kr. Samma år förstördes delar av staden i en jordbävning. 
Senare räder av goter och hunner försvagade staden ytterligare. Den införlivades i det bysantinska riket av Justinus I på 500-talet e.Kr.